# Nat Simons
Natalia García Poza, de nombre artístico Nat Simons (Madrid, 28 de enero de 1989), es una cantante, guitarrista y compositora española de música rock.

## Carrera musical
Nat Simons comienza a componer sus primeros temas en inglés durante su estancia en Londres en el 2008- 2009. Ya por aquel entonces suscita el interés del sello Manifesta Records (Nueva York) y de David Gwynn entre otros, el que dos años más tarde será el productor de su álbum debut. También ese mismo año es nominada a los Premios Pop-Eye 2009 como mejor artista folk y mejor voz.
A la vuelta a España comienza a dar conciertos participando en el ciclo Ellas crean 2010, tocando en un amplio número de locales de la capital. En ese mismo año graba lo que serán sus dos primeros temas en estudio bajo la producción de Alex Olmedo (La naranja china). En mayo del 2011 es invitada por Radio Nacional de España junto con Julio Ruiz, para participar en un programa de homenaje a Bob Dylan, una de sus principales influencias, siendo entrevistada y tocando dos temas en directo.
En el 2012 y con una banda ya formada, gana reconocimiento tocando en el Primavera Sound gracias al concurso Smint-Salón Myspace y teloneando a grupos internacionales como Lotus Plaza en el Matadero. Paralelamente durante 2012-2013 graba su primer disco Home on high bajo la producción de David Gwynn y con la colaboración de Manuel Cabezalí (Havalina). En junio del 2013 Santiago Alcanda presenta un adelanto del disco con el tema Strange music avenue en Nuevas voces de su programa Como Lo Oyes en Radio 3. Actualmente el sencillo "Another Coffee & Cigarette Day" cuenta con más de 3 millones de escuchas en spotify.
En abril de 2015 publica un EP con 4 canciones titulado Trouble Man. que incluye el tema Wicked Game, versión de Chris Isaak. Ese mismo año actúa en el escenario principal del "Huercasa Country Festival" junto a Emmylou Harris o Laura Cantrell.
En 2017 viaja a Durham, Carolina del Norte, para la grabación de su siguiente álbum, "Lights", con la producción Gary Louris, líder de The Jayhawks y la colaboración de Hiss Golden Messenger como banda base para la grabación, además del guitarrista Django Hawkins, colaborador de Louris en Au Pair.
A finales de 2017 entra en el roster del management "Big Star Music" y firma con la discográfica "El Dromedario Records" para el lanzamiento de "Lights" a nivel nacional. Como homenaje al fallecimiento de Tom Petty lanza como single "Learning To Fly" y participa en el concierto homenaje en la "sala But" junto a artistas como Carlos Tarque, Morgan, Alejo Stivel, Rubén Pozo, Rebeca Jiménez o Los Secretos.
A principios de 2018 comienza la gira "Lights" que la llevó por festivales de la península como Primavera Sound, Cultura Inquieta, Decode, Sonorama, Azkena Rock Festival o el festival de la guitarra de Córdoba donde abrió el show de Brian Ferry.
A mediados de 2018 prosigue su gira de salas por el territorio nacional y agota entradas para el show de presentación en Madrid en la "sala Medias Puri" y se incorpora junto a su banda como la artista invitada de la gira 40 aniversario de Loquillo, tocando en grandes recintos como "BEC" en Bilbao, Plaza de toros de Valencia, "Pabellón Príncipe Felipe" en Zaragoza o "Palau Sant Jordi" en Barcelona. Durante el espectáculo principal es invitada por el propio Loquillo a interpretar la canción "Cruzando el Paraíso" en un dueto recreando la parte del fallecido roquero francés Johnny Hallyday.
El fin de gira de "Lights" tuvo lugar en Madrid en febrero de 2019 en la "sala But" y contó con invitados especiales como Ricky Falkner (Egon Soda), Josu García y Loquillo. Con motivo de este show se lanza “Segunda Piel”, su primer sencillo en castellano, producido por Ricky Falkner (Love Of Lesbian, Iván Ferreiro, Berri Txarrak...) y escrito por Ferrán Pontón (Egon Soda). "Segunda Piel" es una versión de su propio tema "The Way It Is", incluido en su segundo LP, "Lights".
En 2019 colabora en el disco de Loquillo "EL Último Clásico" poniendo voces al tema "Como Un Nada".
En octubre de 2021 sacó su tercer LP llamado 'Felina'.  
En 2023 va a sacar su nuevo proyecto "Felinas", que consiste en un disco y un libro enfocado en duetos y entrevistas con artistas femeninas. Este proyecto cuenta con la colaboración de destacados artistas como Cherie Currie, la legendaria cantante de The Runaways, así como Nicole Atkins, Rufus T. Firefly, Miss Raisa, Los Estanques, Anni B. Sweet y Rebeca Jiménez, entre muchas otras.

## Discografía

### Álbumes de estudio
- Home on High (2013)
- Trouble Man (EP, 2015)
- Lights (2018)
- Felina (2021)
- Felinas (2024)